# Gauliga Bayern 1939/40
De Gauliga Bayern 1939/40 was het zevende voetbalkampioenschap van de Gauliga Bayern, officieel nu de Bereichsklasse Bayern. Na de eerste speeldag brak de Tweede Wereldoorlog uit, maar de competitie ging voort. Andere competities in Zuid-Duitsland werden in regionale groepen verdeeld en daar ging de competitie pas eind november van start, maar in Beieren werd op 29 oktober 1939 de competitie hervat met een competitie met tien clubs in één reeks. Omdat het volgende seizoen de competitie wel opgesplitst zou worden was er dit jaar geen degradatie. 
1. FC Nürnberg werd kampioen en plaatste zich voor de eindronde om de Duitse landstitel, waar de club in de groepsfase uitgeschakeld werd.

## Eindstand
| Plaats | Club                      | Wed. | W  | G | V  | Saldo | Ptn.  |
| ------ | ------------------------- | ---- | -- | - | -- | ----- | ----- |
| 1.     | 1. FC Nürnberg            | 18   | 13 | 3 | 2  | 56:13 | 29:7  |
| 2.     | BC Augsburg               | 18   | 12 | 4 | 2  | 49:16 | 28:8  |
| 3.     | 1. FC Schweinfurt 05      | 18   | 12 | 1 | 5  | 49:17 | 25:11 |
| 4.     | BSG WKG Neumeyer Nürnberg | 18   | 12 | 1 | 5  | 46:31 | 25:11 |
| 5.     | SpVgg Fürth               | 18   | 8  | 3 | 7  | 35:25 | 19:17 |
| 6.     | SSV Jahn Regensburg       | 18   | 7  | 3 | 8  | 40:44 | 17:19 |
| 7.     | TSV 1860 München          | 18   | 7  | 2 | 9  | 34:36 | 16:20 |
| 8.     | FC Bayern München         | 18   | 3  | 4 | 11 | 21:32 | 10:26 |
| 9.     | VfR 07 Schweinfurt        | 18   | 3  | 3 | 12 | 23:59 | 9:27  |
| 10.    | FSV 83 Nürnberg           | 18   | 0  | 2 | 16 | 13:93 | 2:34  |

|  | Kampioen, geplaatst voor nationale eindronde |

## Promotie-eindronde

### Groep Noord
| Plaats | Club               | Wed. | Saldo | Ptn. |
| ------ | ------------------ | ---- | ----- | ---- |
| 1.     | Würzburger Kickers | 4    | 10:5  | 5:3  |
| 2.     | Post-SG Fürth      | 4    | 11:11 | 4:4  |
| 3.     | 1. FC Lichtenfels  | 4    | 8:13  | 3:5  |

|  | Promotie naar Gauliga Bayern 1940/41 |

### Groep Zuid
| Plaats | Club                  | Wed. | Saldo | Ptn. |
| ------ | --------------------- | ---- | ----- | ---- |
| 1.     | SSV Schwaben Augsburg | 4    | 13:6  | 6:2  |
| 2.     | FC Wacker München     | 4    | 9:5   | 6:2  |
| 3.     | 1. FC Straubing       | 4    | 6:17  | 0:8  |